# تپه زقزار
تپه زقزار مربوط به دوره سلوکیان - دوره اشکانیان - دوره ساسانیان - سدهٔ ۵ و ۴ ه.ق است و در شهرستان دورود، بخش مرکزی، دهستان دورود، ۱/۸ کیلومتری جنوب غربی روستای داریاب واقع شده و این اثر در تاریخ ۱۳ آبان ۱۳۸۶ با شمارهٔ ثبت ۱۹۸۰۵ به‌عنوان یکی از آثار ملی ایران به ثبت رسیده است.